# Максимов Сергій Володимирович
Сергій Володимирович Максимов (*22 березня 1960, Смоленськ, Російська РФСР) — російський підприємець, фінансист та громадський діяч єврейського походження. Член Спостережної ради VAB Банку (1996—2010), співпрезидент Єврейської конфедерації України (1999—2018). Лауреат премії Київської Міської Єврейської Спільноти 2000 року у номінації «Бізнес».

## Життєпис
У 1983 році із відзнакою закінчив Московське вище технічне училище імені Баумана. Пройшов курс навчання у Німецькій академії Бонн-Фінанс з банківського менеджменту та в Українській академії міжнародних відносин. Із 1983 по 1989 роки працював в одному із НДІ Міністерства оборони СРСР. За повідомленнями преси через зв'язки в кримінальному світі, близькість до Семена Могилевича отримав заборону на в'їзд у США.
З 1996 року — член Спостережної ради Всеукраїнського акціонерного банку VAB Банк. До 2 серпня 2010 — голова наглядової ради VAB Банку. Після продажу контрольного пакету акцій банку — міноритарний акціонер. За свідченням нового керівництва банку у 2005—2009 роках в порушення банківського законодавства (зокрема, нормативів про кредитування пов'язаних осіб) з використанням службового становища Максимов вивів з банку понад 1 млрд грн. на підконтрольні собі підприємства у вигляді кредитів.

## Кримінальне переслідування
У жовтні 2011 року VAB Банк подав до суду на колишнього главу наглядової ради банку Сергія Максимова за розкрадання кредитних коштів.
26 грудня 2011 року Сергій Масимов був арештований у Києві У червні 2012 року Шевченківський районний суд випустив Максимова під заставу у 5 млн грн. Знаходиться у міжнародному розшуку.